# Casa Lummis
La casa Lummis, también conocida como El Alisal, es una casa rústica de piedra americana construida por Charles Fletcher Lummis a finales del siglo XIX.
Se encuentra cerca del Arroyo Seco, en el noreste de Los Ángeles, California del Sur. El nombre de la casa significa "alisal" en español. Lummis compró el terreno en algún momento entre 1895 y 1897 y le puso el nombre en honor al bosque de alisos y sicomoros americanos que crecía alrededor del arroyo. Tardó trece años en terminarse. Para promover el uso recreativo y preservación de la zona, Lummmis fundó la Asociación Arroyo Seco en 1905. Una década después de su muerte, en 1939, se pensó seriamente en levantar un teatro y un comedor español en la casa, ya que era su deseo. En 1940 se construyó la primera autopista entre la casa y el canal de contención de inundaciones recién construido en el arroyo. En 1965 se convirtió en la sede de la Sociedad Histórica del Sur de California y se abrió al público como museo.
La propiedad se encuentra incluida en la lista del Registro Nacional de Lugares Históricos.

## Museo
La casa Lummis está gestionada por la Sociedad Histórica de California como museo histórico. El exterior de la casa está construido de piedra de arroyo. La casa originalmente contenía una torre también de piedra, que fue posteriormente demolida. El interior contiene algunas colecciones de artefactos, así como copias de muchos libros. El museo está abierto al público para visitas.
Jardines
Los jardines son xerófilos, con plantas tolerantes a la sequía y plantas nativas y abarcan los jardines formales y el paisaje natural alrededor de la residencia, incluyendo El Alisal original, un bosquete de California Sycamore.